# Louis Joseph Sanson
Pour les articles homonymes, voir Sanson.
Signature
Louis Joseph Sanson, né le 26 janvier 1790 à Paris et mort le 1er août 1841 à Paris, est un chirurgien et ophtalmologue français, agrégé de la Faculté de médecine de Paris, membre de l'Académie de médecine, élève et successeur de Guillaume Dupuytren à l'Hôtel-Dieu de Paris.

## Biographie
Louis Joseph Sanson est issu d'une famille catholique peu fortunée. Son père est Mathurin Sanson, bourgeois de Paris et sa mère est sage-femme.
Son frère Alphonse Sanson (1795-1873) est également médecin, agrégé de la Faculté de médecine de Paris.

### Études
Très jeune, il entreprend des études médicales d'anatomie. Dès l'âge de treize ans, sur la recommandation d'Anthelme Richerand, il est admis à l'Hôtel-Dieu comme élève externe provisoire.  À l'âge de quinze ans,  il est reçu au concours de l'externat de 1805. Il remplace Mirandel dans les fonctions de prosecteur.
En 1807, il est reçu chirurgien à l'Hôtel-Dieu, où il est l'interne de Guillaume Dupuytren.
Lors des dernières guerres napoléoniennes, il obtient son brevet de chirurgien militaire en 1812 par l'intervention de Percy. Attaché aux ambulances de la garde impériale, il fait la campagne de Saxe (1813), la campagne de Paris (1814), enfin celle de Waterloo (1815).
Après les désastres nationaux, il continue de remplir son devoir dans l'armée de la Loire. Rentré à Paris en 1815, il reprend son service à l'Hôtel-Dieu. Il dispense alors des cours d'anatomie et de médecine opératoire et consacre ses instants de liberté à l'étude des langues anciennes et vivantes, pour compléter son instruction. 
Il soutient en 1817 sa thèse pour le doctorat intitulée Des moyens de parvenir à la vessie par le rectum : avantages et inconvénients de cette méthode pour tirer les pierres de la vessie.

### Carrière
Il obtient successivement, par voie de concours, le grade de chirurgien du Bureau central en 1823, celui de chirurgien en second de l'Hôtel-Dieu en 1825, puis enfin celui d'agrégé en chirurgie à la Faculté de médecine de Paris en 1830.
En 1833, il est élu membre titulaire à l'Académie de médecine. 
En 1836, après trois concours, il est nommé professeur de clinique chirurgicale en remplacement de Dupuytren.
Il acquiert une certaine célébrité avant d'être nommé chirurgien consultant du roi Louis-Philippe Ier en 1834.
Il meurt des suites d'une affection vésicale en 1841, âgé de cinquante et un ans. Il est inhumé au cimetière du Père-Lachaise (38e division).

## Travaux

### Images de Purkinje-Sanson

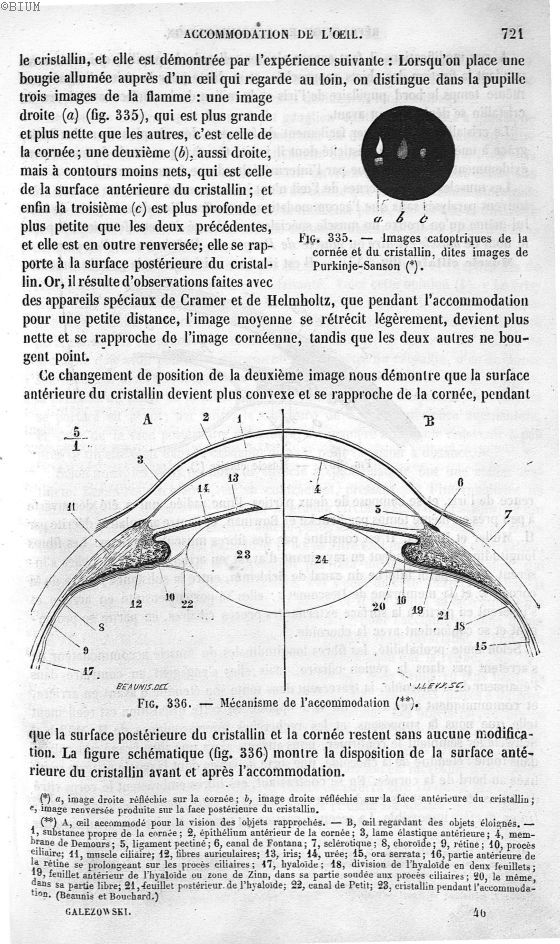
« Images de Purkinje-Sanson », in: Xavier Galezowski, Traité des maladies des yeux J.B. Baillière et fils (Paris) 1870.

Dites aussi images catoptriques de Purkinje-Sanson (d'abord observées par Purkinje puis étudiées par Sanson). Sanson montre que l'image d'une source lumineuse est visible en chambre noire sur la pupille du sujet où elle est multipliée par trois (réflexions par la surface antérieure et postérieure de la cornée, et la surface antérieure du cristallin),,.

Sa description originale est : 
Quand on présente une bougie allumée devant un œil transparent dont la pupille est bien dilatée, l'on aperçoit trois images de la flamme; les deux extrêmes c'est-à-dire la plus antérieure et la plus postérieure sont directes [...] L'image renversée ou moyenne est reflétée par la face postérieure du cristallin; la postérieure qui est droite est produite par la face antérieure du cristallin et l'antérieure qui est droite aussi appartient à la cornée; d'où il suit que la cornée et le cristallin suffisent pour la production de ces trois images; que si le feuillet antérieur de la capsule est opaque on ne verra qu'une image droite; que si , au contraire, le segment postérieur de la capsule est opaque, on en verra deux droite; s'il est opaque et suffisamment poli, on en aura trois placées dans l'ordre indiqué ci-dessus. Ainsi donc quand un trouble dans la vision coïncider avec l'existence d'une ou deux lumière seulement, on pourra, nous le croyons du moins, conclure à la présence d'une cataracte, tandis que s'il y a trois images de la lumière, on pourra conclure à l’existence d'une amaurose [...] (dans Leçons sur les maladies des yeux faites à l'hôpital de la Pitié, p.  28-29).

### Autres
Il a laissé une grande quantité d'ouvrages de médecine traduits dans plusieurs langues (allemand, italien, espagnol), parmi lesquels plusieurs brochures et articles de revue, un grand nombre d'articles dans le Dictionnaire de médecine et de chirurgie pratique. 
Son ouvrage le plus important, cosigné avec Adolphe Lenoir et Louis Charles Roche, est intitulé : Nouveaux éléments de pathologie chirurgicale. Il participe à plusieurs rééditions du grand ouvrage de Raphaël Bienvenu Sabatier avec Louis Jacques Bégin et son maître Guillaume Dupuytren.

## Œuvres et publications

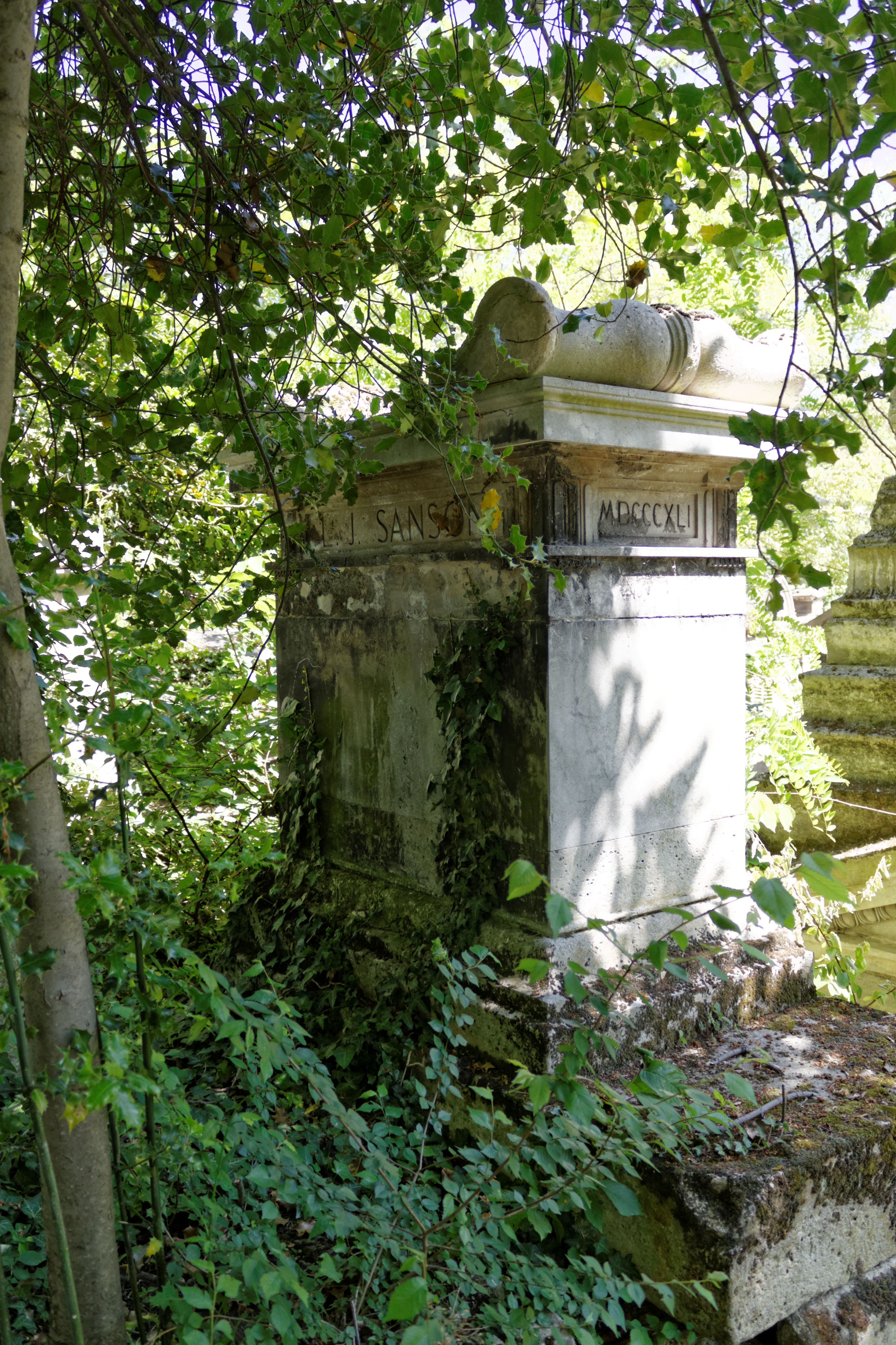
Tombe de Louis Joseph Sanson au cimetière du Père-Lachaise, division 38

- Des Moyens de parvenir à la vessie par le rectum, avantages et inconvéniens attachés à cette méthode pour tirer les pierres de la vessie, avec des observations à l'appui,  Mequignon-Marvis (Paris), 1817, in-4°, 50 p., planche, lire en ligne sur Gallica.
- De la carie et de la nécrose comparées entre elles, [Impr. Tilliard]  Paris , 1833, 1 vol. (65 p.) ; in-4.
- De la Réunion immédiate des plaies, de ses avantages et de ses inconvénients, J.-B. Baillière (Paris), 1834, in-8° , 115 p., lire en ligne sur Gallica.
- Des Hémorrhagies traumatiques, J.-B. Baillière (Paris), 1836, in-8°, 352 p., planche en coul., lire en ligne sur Gallica.
- Traité des hernies, suivi de l'histoire et de la bibliographie de ces maladies, Soc. encyclop. des sciences médicales [Paris], 1837, 12 p., Texte intégral.
- Titres de L. J. Sanson [s.l.] , [s.n.] -- [18..], 1 vol. (3 p.) : lithogr. ; in-4.

En collaboration
- avec Guillaume Dupuytren et Louis Jacques Bégin : De la médecine opératoire, [nouv. éd. faite sous les yeux de M. le Baron Dupuytren, par L.-J. Sanson, et L.-J. Bégin], Béchet jeune (Paris), 1822-1824, 4 vol. ; in-8,

1. Tome premier lire en ligne sur Gallica
2. Tome second lire en ligne sur Gallica
3. Tome troisième lire en ligne sur Gallica
4. Tome quatrième lire en ligne sur Gallica.

- avec Louis-Charles Roche: Nouveaux éléments de pathologie médico-chirurgicale, ou Traité théorique et pratique de médecine et de chirurgie, Librairie médicale et scientifique (Bruxelles), 1828, Tome premier.
- avec Louis-Charles Roche et Adolphe Lenoir : Nouveaux éléments de pathologie médico-chirurgicale, ou Traité théorique et pratique de médecine et de chirurgie, 4e édition, J.-B. Baillière (Paris), 1844, 5 vol. in-8°.
- Leçons sur les maladies des yeux faites à l'hôpital de la Pitié, [par M. J.-L. Sanson, recueillies et publiées sous sa direction, par ses élèves Barthélemy-Alphonse Bardinet et Jean-Baptiste Pigné-Dupuytren], Ébrard (Paris), 1838, 1 vol., 135 p., in-8, lire en ligne sur Gallica.

Nombreux articles dans le Dictionnaire des termes de médecine, chirurgie, art vétérinaire, pharmacie, histoire naturelle, botanique, physique, chimie, etc., chez Crevot, Béchet, Baillière (Paris), 1823, XI-[1]-587-[1] p. ; 21 cm.